# '80アニメーション ザ・ベストテン
『'80アニメーション ザ・ベストテン』（はちじゅうアニメーション ザ・ベストテン）は、1980年12月20日に東映系で劇場公開された日本映画である。カラー、ビスタビジョン、上映時間53分、映倫No.80450。
キャッチコピーは「人気アニメの名場面とヒット主題歌で綴るバラエティ!!」「どんな人気アニメがとび出すか！笑いと楽しさがいっぱいのアニメの缶詰！」。

## 概要
ニッポン放送が1980年に放送もしくは劇場公開されたアニメの人気投票をリスナーに呼びかけ、それらの集計結果から導き出したランキングを劇場公開した作品。
本作には、当時TBS系列局で放送されていた『ザ・ベストテン』（TBS）のパロディ要素が盛り込まれており、同番組と同じ方式でランキングを発表した。司会を務めたのはタモリと児島美ゆきで、児島は黒柳徹子風の衣装を着用し、口調も真似ていた。タモリたちのほか、作品の原作者、担当声優、アニメソングの担当歌手たちも出演した。また、追っかけマンを水島裕が務め、アニメポリス・ペロから中継し、Dr.スランプのパイロットフィルムを紹介した。
本作は東映作品であるため、元が東映系でない作品についてはランキングには載せても映像公開せず、そのような作品の紹介時には、「あしたのジョーは減量中であるため、出演できません」などの何らかの理由を付けて映像公開を回避していた。また協賛企業であるコロムビアレコードの専属でない歌手についてもスタジオの出演を回避していた。本家に倣って協賛企業各社の提供クレジットとコマーシャルメッセージが挿入されていた。
タモリは本作の公開後、実際に本家『ザ・ベストテン』で久米宏の代理を務めることになる。

## 紹介作品とランキング
| 順位 | 作品名                         |
| ---- | ------------------------------ |
| 1    | 銀河鉄道999                    |
| 2    | ヤマトよ永遠に                 |
| 3    | サイボーグ009（第2作）         |
| 4    | 機動戦士ガンダム               |
| 5    | がんばれ元気                   |
| 6    | 宇宙海賊キャプテンハーロック   |
| 7    | あしたのジョー（1980年劇場版） |
| 8    | 地球へ…                        |
| 9    | 鉄腕アトム（第2作）            |
| 10   | トム・ソーヤーの冒険           |

## その他紹介されたランキング

### 人気キャラクターのベストテン
1. キャプテンハーロック
2. メーテル
3. 星野鉄郎
4. シャア・アズナブール
5. 古代進
6. アムロ・レイ
7. 島村ジョー
8. 火浦健
9. 森雪
10. コナン

### 人気男性声優のベストテン
1. 水島裕
2. 井上和彦
3. 古谷徹
4. 富山敬
5. 神谷明
6. 井上真樹夫
7. 三ツ矢雄二
8. 曽我部和行
9. 森功至
10. 野沢那智

### 人気女性声優のベストテン
1. 藩恵子
2. 戸田恵子
3. 小原乃梨子
4. 麻上洋子
5. 池田昌子
6. 杉山佳寿子
7. 小山茉美
8. 大山のぶ代
9. 野沢雅子
10. 田島令子

## 出演者
- 総合司会：タモリ、児島美ゆき
- 追っかけマン・追っかけウーマン（レポーター）：潘恵子、スラップスティック、水島裕、杉山佳寿子、田島令子
- スタジオでの歌唱ゲスト：ダ・カーポ、水木一郎、堀江美都子、ささきいさお
- おばちゃま（小森和子の物まね）：小松政夫
- インタビュー出演：石森章太郎、松本零士

## スタッフ
- プロデューサー：飯島敬、石川芳彰、徳山雅也
- 構成：滝沢ふじお、中ぞの蝶子
- 助監督：土屋啓之助
- 撮影：中島芳男
- 録音：宗方弘好
- 照明：磯山忠男
- 美術：古市康麿
- 編集：戸田健夫
- 記録：山内康代
- 製作進行：入葉一男、岡野貞雄、杉田薫
- 監督：ドン・上野
- 企画協力：ニッポン放送
- 協賛（クレジットでは提供）：TDK、日本コロムビア、集英社、日清食品、富士写真フイルム、勁文社（ノンクレジット）、シャープ、山崎製パン、ナムコ、日本ケミファ、近代映画社

## 製作

### 企画
本作の企画は、当時東映映画の宣伝に関わっていた会社で、たまたまアルバイトをしていた大学生。『宇宙戦艦ヤマト』や『銀河鉄道999』などの東映のアニメーションの宣伝をやっていた会社に、東映から「『サイボーグ009 超銀河伝説』の併映作を低予算で何か作れ」と発注が来た。そこで当時アルバイトをやっていた21歳の大学生・杉田薫が「『ザ・ベストテン』のアニメをやろう」という企画を出し、これが採用された。杉田は製作進行としてクレジットタイトルに名前が載る。タモリと児島美ゆきの司会など、キャスティングも杉田がやった。また最後は監督の他、スタッフが皆逃げて、プロデューサーに頼まれ、適当に編集もやったという。杉田はこの会社を1年半で辞め、東映洋画の契約社員となり、製作宣伝を担当。ここも1984年に辞め、同年、映画の宣伝を業務とする「ファンハウス」を設立している。

## 同時上映
「サイボーグ009 超銀河伝説」
原作：石森章太郎 / 主演（声）：井上和彦 / 東映動画作品

## 参考資料
- キネマ旬報[要ページ番号]